# Euxoa diamondi
Euxoa diamondi là một loài bướm đêm trong họ Noctuidae.